# Yvette Frontenac
 (août 2024).
Si vous disposez d'ouvrages ou d'articles de référence ou si vous connaissez des sites web de qualité traitant du thème abordé ici, merci de compléter l'article en donnant les références utiles à sa vérifiabilité et en les liant à la section « Notes et références ».
Pour les articles homonymes, voir Frontenac.
Yvette Frontenac est une poète et écrivaine née à Frontenac dans le Lot le 17 janvier 1925 et morte à Frontenac le 23 novembre 1998, aînée d'une fratrie de 5 enfants dont les parents, Augusta et Gabriel Pélissié, étaient de simples métayers. Mariée à 18 ans en 1943, elle a eu 3 enfants et 4 petits-enfants.

## Biographie
Son œuvre éditée se compose de 7 romans qui ont en commun un fond de vérité capté dans la vie quotidienne de son terroir. La qualité première de ses romans est la restitution en détail de la vie paysanne du Sud-Ouest de la France, plaçant son œuvre au rang de document.[réf. souhaitée]
Tous ses romans ont pour décor le Lot, et notamment le village de Frontenac, entre Figeac et Cajarc dans le Lot. Les lieux, les maisons existent ou ont existé. Les membres de la famille de l'auteur, les voisins, sont tour à tour mis en lumière et prennent leur place dans chacune des histoires, comme une grande "comédie humaine" paysanne.[réf. souhaitée]
Elle a également composé de nombreux poèmes dont 13 sont mis en musique et chantés par sa fille Brijou Pélissié dans un CD auto-produit intitulé "Ballades champêtres" (2009), quelques contes et nouvelles créés pour ses petits-enfants, ses amis, ou spontanément selon l'événement.[réf. souhaitée]
Martin Malvy a inauguré, dans le quartier du Collège Masbou, une rue de Figeac à son nom d'auteur le 15 février 2014, ainsi que deux rues aux noms de 2 professeurs et historiens érudits, Simone Foissac et Gilbert Foucaud.[réf. souhaitée]
À l'occasion des 20 ans de sa disparition, un spectacle-hommage a été présenté à la Médiathèque de Figeac, l'Astrolabe, en décembre 2018, sous forme de diaporama biographique, de chansons et de lectures, par ses 2 filles Eliane et Brigitte, avec un groupe d'amis, accompagnés au piano et à l'accordéon par le compositeur Guillaume Wilmot.

### Romans
- Les années châtaignes (1991), premier prix du roman de l'Académie de Languedoc en 1993
- Les années chantepleure (1992)
- Elle s'appelait Eléonore (1993) / nouveau titre chez De Borée, Eléonore.
- Populo des Couronnes (Publi-Fusion, 1995) / nouveau titre L'étoile rousse (De Borée)
- Rue des Nèfles (1997)
- La soupe des autres (1998)
- La Demoiselle du presbytère (1999, De Borée)

Pendant les années 1990, les romans ont été édités par les Editions Publi-Fusion à Cahors où le directeur de collection des romans régionalistes était Jean-Charles. Depuis 1999, ce sont les Éditions De Borée à Clermont-Ferrand qui ont repris les droits des œuvres, dont certaines sont toujours publiées dans les années 2010. 
Son Roman Rue des Nèfles a été réédité en format poche le 7 janvier 2014 par les Éditions De Borée.
Son roman La Soupe des autres a été réédité fin 2018 par les Éditions De Borée collection Les Essentiels.

### Recueils de poèmes (inédits)
- Les Sabots verts et Brasero.